# Samuel Brannan
Samuel Brannan (2 de março de 1819 - 5 de maio de 1889) foi um colono estadunidense, empresário, jornalista e mórmon proeminente que fundou o California Star, o primeiro jornal em San Francisco, Califórnia. Ele é considerado o primeiro a divulgar a Corrida do Ouro na Califórnia e foi seu primeiro milionário. Ele usou os lucros de suas lojas para comprar grandes extensões de imóveis. Ele ajudou a formar o primeiro comitê de vigilância em São Francisco e foi desassociado da A Igreja de Jesus Cristo dos Santos dos Últimos Dias por causa de suas ações dentro do comitê de vigilância. A esposa de Brannan se divorciou dele e ele foi forçado a liquidar grande parte de seus imóveis para pagar a ela metade de seus ativos. Ele morreu pobre e em relativa obscuridade.